# 프로포션
프로포션(proportion)은 조형 표현의 비율을 가리킨다.
저절로 자라난 수목(樹木) 따위를 보고 있으면 전체와 상하 가지의 길이 등에 아주 아름다운 비율이 유지되어 있음에 놀랄 경우가 종종 있다. 그리고 그 비율의 아름다움은 한 장의 잎의 엽맥(葉脈) 사이에서도 발견할 수 있다. 조형 표현도 각 부분 각 요소 사이에 상쾌한 비율이 고려되어 있다. 비율을 비례라고도 하는데 프로포션을 말한다.
두부(頭部)가 신장의 8분의 1, 즉 8등신(八等身)이란 것은 미인의 체구의 기준으로 되어 있는데, 그리스에서는 신(神)을 인간의 가장 아름다운 이상적인 자태로 생각하였기 때문에 인체 각부의 비례의 연구가 진행되었는데, 폴리클레이토스는 <카논(Canon)>이란 인체비례의 기준을 표시한 저서(著書)를 썼으며, 그의 <창을 짊어진 사람>은 카논에 의한 모범적인 작품으로 알려져, 오랫동안 인체미의 기준이 되었다.
뤼시포스도 독자적인 카논을 세웠다. 르네상스가 되자 다 빈치, 미켈란젤로, 뒤러 등이 인체 비례에 대해서 실체 연구를 시도하였다.
황금분할(黃金分割, golden section)은 고전미술의 최고로 아름다운 비례로 알려져 건축 각부분의 비율이나, 조각이나, 회화 등에도 이용되었다. 황금분할은 선 AB를 P점(點)에 의하여 두 부분으로 나눠 AB：AP＝AP：PB가 되도록 하는 것으로서 BP를 1로 하면 1대 1.618이 된다. 용지(用紙) 따위의 가로 세로의 길이에는 1대 1.414( SQRT { 2}의 비례)가 쓰이고 있다. 안심하고 종이를 같은 비율로 반절(半切)할 수가 있어서 합리적인 비율이 된다. 또한 한국에서는 예부터 7·5·3이란 비율이 여러 가지면에서 고려되어 하나의 기준이 되었다. 7·5·3의 비율을 계속하여 나가면 7：5：3：1……이 되고, 황금비를 계속하여 나가면 1：1.84：3.68……로 되는데 어떠한 기준에 따라 점감(漸減)하거나 또는 점증시키면 상쾌한 해조(諧調)가 생긴다. 이것은 점증 또는 점감(gradation)의 원칙이라 불리고 있다.

## 같이 보기
- 건축의 역사